# ヴィンチェンツォ・カムッチーニ

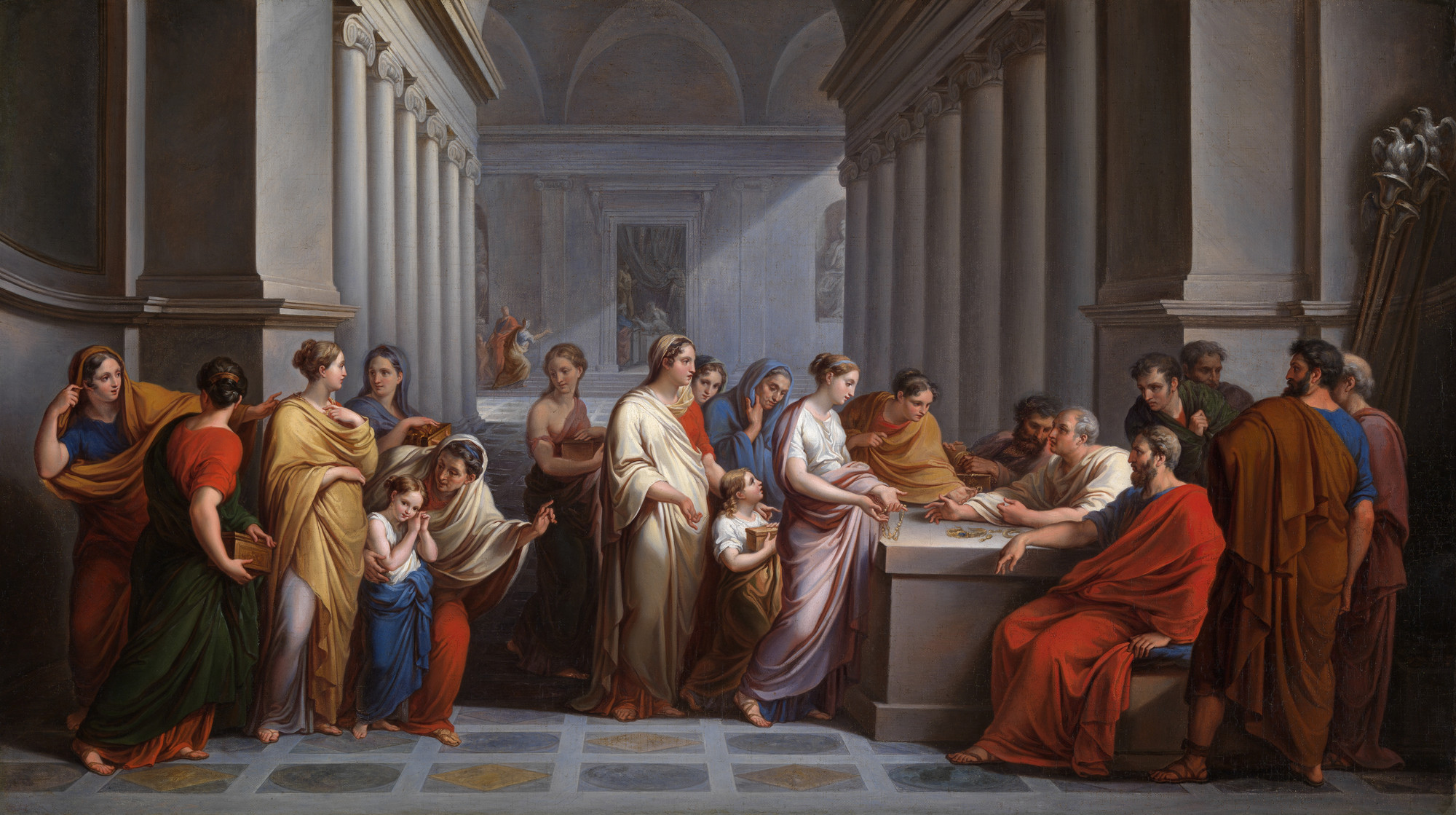
カムッチーニ作「ローマ防衛のために宝石を寄付するローマの女性たち」(1825/1829) ケルビングローブ美術館・博物館

ヴィンチェンツォ・カムッチーニ（Vincenzo Camuccini、1771年2月22日 - 1844年9月2日）はイタリアの画家である。 ローマなどで新古典主義のスタイルの画家として働いた。

## 略歴
ローマで商人の息子に生まれた。兄のピエトロ・カムッチーニ(Pietro amuccini)は絵画修復師で、兄の支援を受けて、新古典派に影響を受けた画家、ドメニコ・コルヴィ(Domenico Corvi: 1721–1803)に学んだ。30歳になるまで、イギリスの第4代ブリストル伯爵から注文を受けて、ラファエロの作品などの模写の仕事をした。1798年にフランス軍がローマに侵攻し、フランスの傀儡国家のローマ共和国が設立されると、ローマを離れ、しばらくフィレンツェに滞在した。1802年にローマに戻ると、アカデミア・ディ・サン・ルカの会員に選ばれ、1806年に35歳の若さで「校長」(princeps)に選ばれた。
1803年に、教皇ピウス7世によって、サン・ピエトロ大聖堂のモザイク工房の責任者に任命された。1814年には、ローマの教皇庁の美術品の保存に関する役職も務め、熱心にその仕事に取り組んだ。ミュンヘンやパリも訪れた。
新古典主義のスタイルの歴史画の大作を描いた。肖像画家としても人気になり、ローマの有力者や彫刻家のベルテル・トルバルセンなどの肖像画を描いた。
1820年にフランスの芸術アカデミーの海外会員に選ばれ、1829年にアメリカ合衆国、ニューヨークのナショナル・アカデミー・オブ・デザインの名誉会員に選ばれた。1829年に教皇となったピウス8世は即位後すぐにムッチーニに肖像画を描かせ、1830年8月にカムッチーニに爵位を与え、バチカン絵画館の整備を命じた。 
ローマで没した。美術品の収集家としても大きなコレクションを作り上げたが、没後、イングランドのノーサンバランド伯爵の買い上げられたとされる。
カムッチーニの教えた学生には、フィリッポ・アグリコーラらがいる。

## 作品

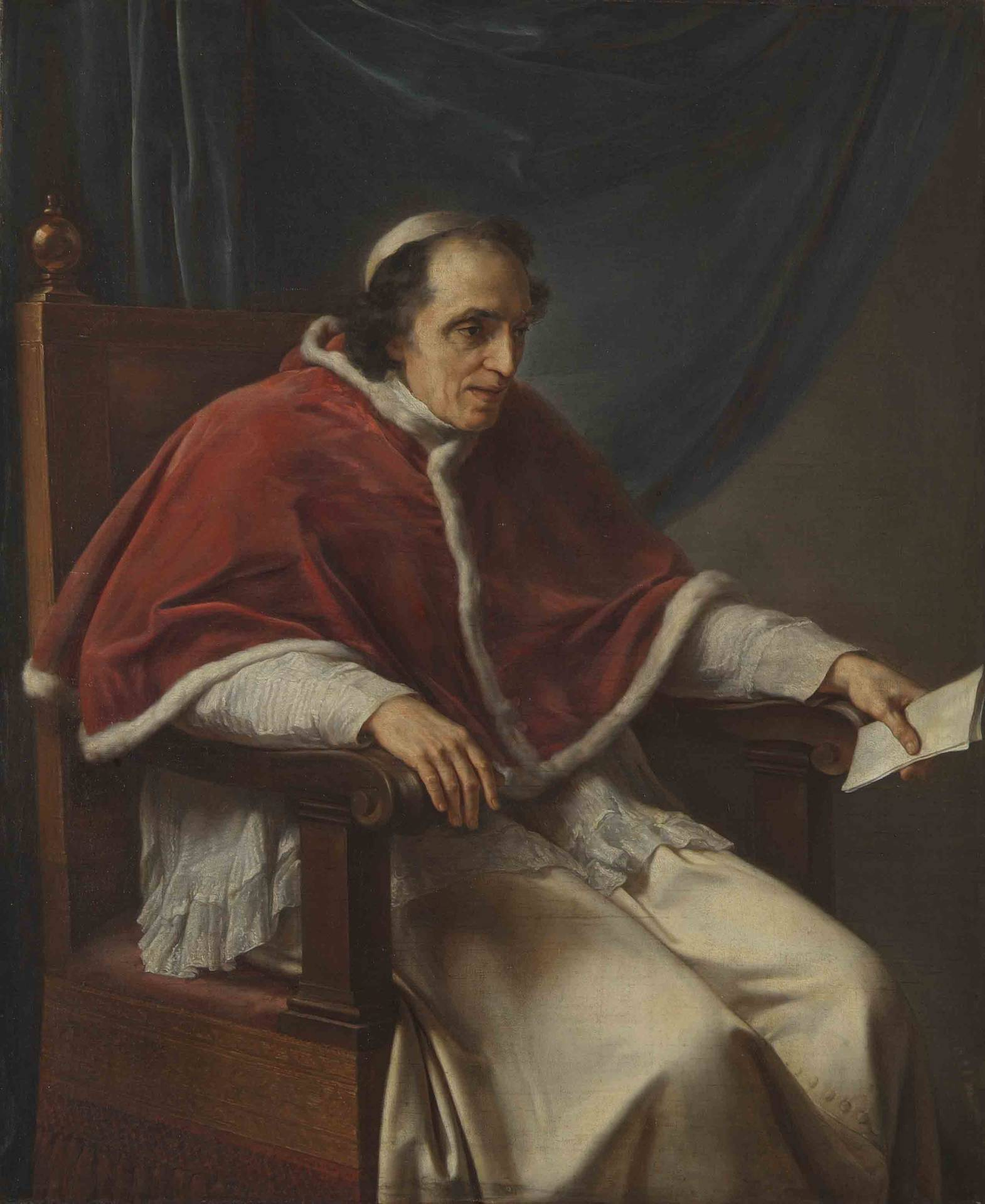
ピウス8世の肖像画
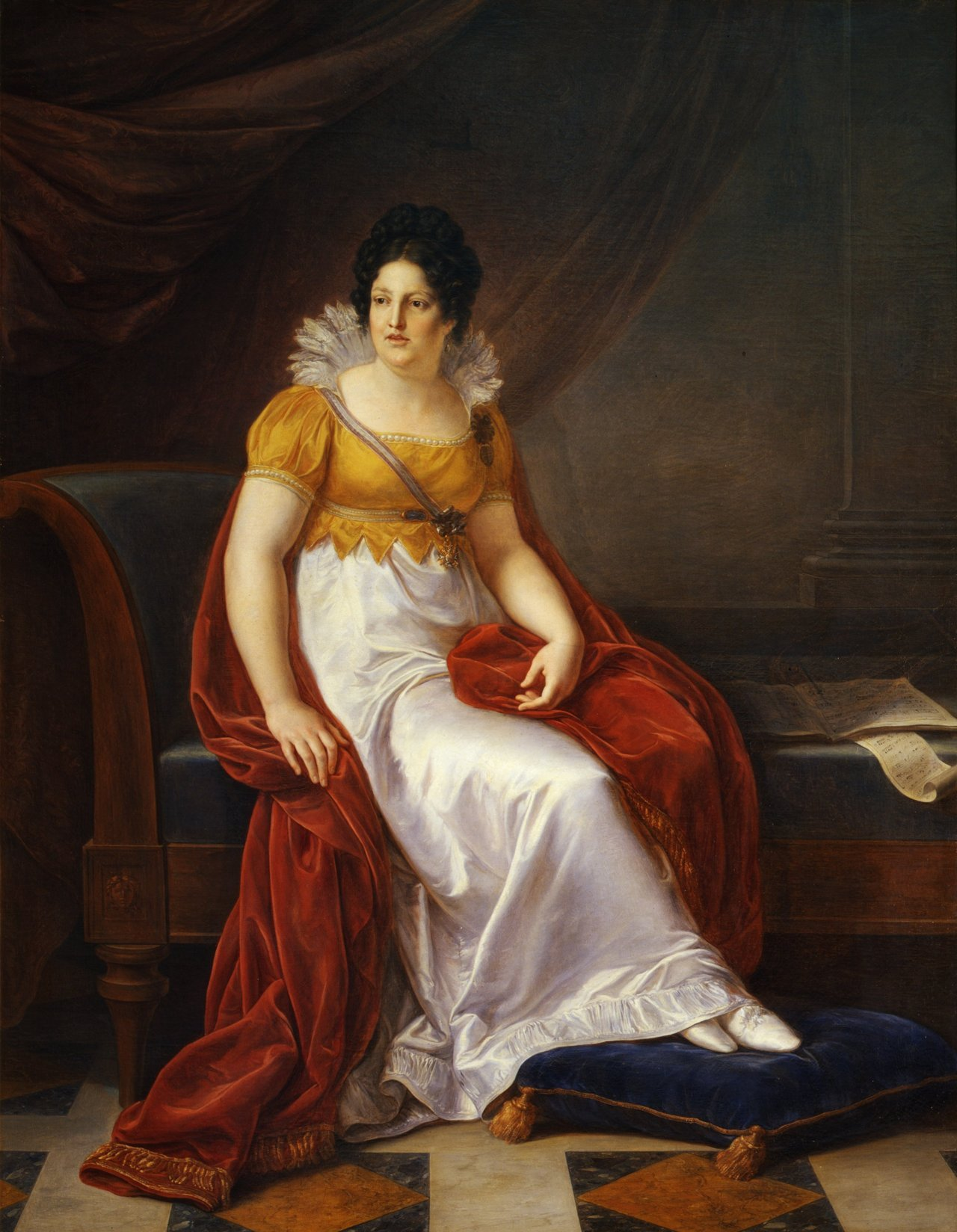
マリーア・ルイーザ・ディ・スパーニャ（エトルリア王妃）
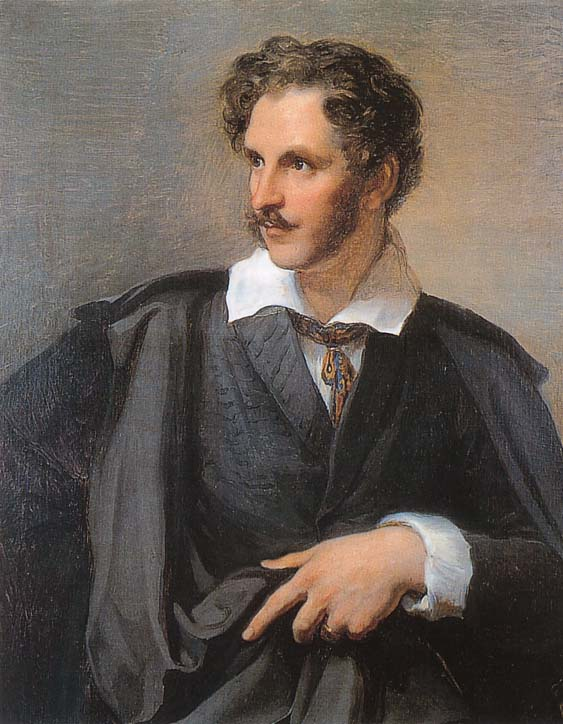
August Grahl(画家)
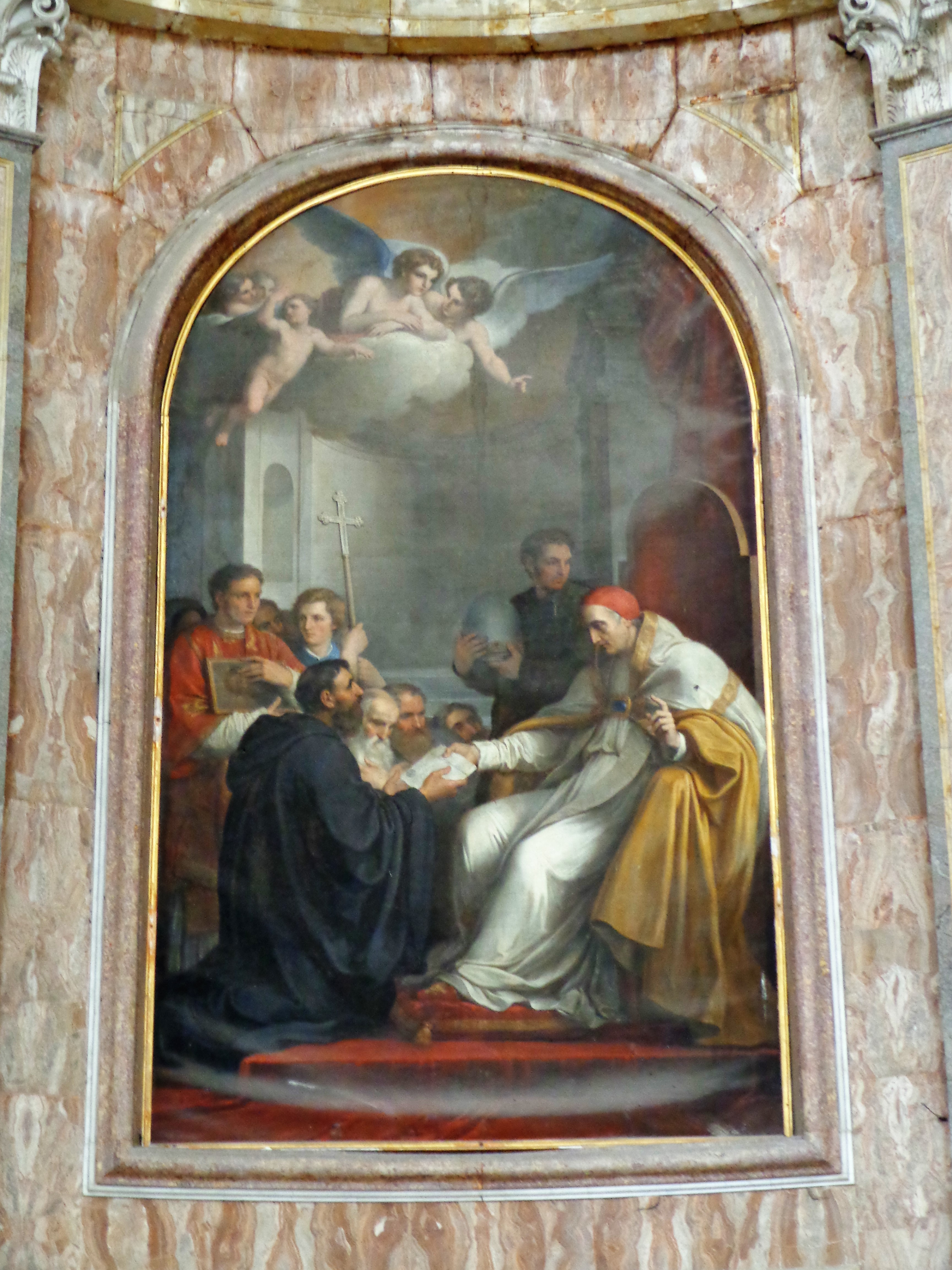
Chiesa di San Nicolò l'Arenaの装飾画